# Filips Dhondt
Filips Dhondt (Tielt, 3 december 1962) is een Belgisch voetbalmanager.

## Levensloop
Dhondt behaalde zijn licentiaat in politieke wetenschappen aan de Katholieke Universiteit Leuven en behaalde aan het Europacollege in Brugge het Diplôme des Hautes Etudes Européennes. Hij studeerde verder aan de Iroquois Central School in Elma, New York. Hij is meertalig Nederlands, Frans, Engels en Duits.

## Beroepsloopbaan
Dhondt begon in het beroepsleven als medewerker bij Ernst & Young en vervolgens bij het Instituut voor Kadervorming (IVK). Hij was ook stafmedewerker bij het studiecentrum van de PVV in Brussel. Hij was ook actief betrokken bij de stichting van de VLD in Brugge.
In 2000-01 was hij algemeen coördinator van 'Brugge 2002, Culturele Hoofdstad van Europa'.

## Publicaties
- De nationale en provinciale kieswetgeving, 1987.
- The European Liberals, Democrats and Reformists (ELDR), The European Liberal Party Federation, 1987.
- De interne markt: doel, motiveringen  en effecten, 1988.
- Centraal-America. Het EsquipulasII-akkoord en de rol van de EG en België, 1988.
- Een handleiding voor de plaatselijke mandataris, 1988.

## Voetbalmanager
Hij legde zich vervolgens voornamelijk toe op een carrière in het voetbalmanagement.
- Van 1994 tot 1998 was hij algemeen directeur van Cercle Brugge KSV.
- In 1998-2000 was hij Center Director voor de Nederlands-Belgische 'UEFA Euro 2000'.
- Van 2001 (1 juni) tot 2010 (12 mei) was hij manager van Club Brugge.
- In 2011 (maart-september) was hij manager bij voetbalclub Zulte Waregem.
- Van 2011 (december) tot 2012 (januari) was hij manager van Újpest Dósza (Hongarije), club geleid door Roderick Duchâtelet, zoon van Standard-eigenaar Roland Duchâtelet.
- In januari 2012 werd hij algemeen directeur van AS Monaco, verantwoordelijk voor het administratieve, commerciële en organisatorische, evenals voor de uitbating van het Stade Louis II en voor de relaties met de voetbaloverheden.[1]